# Planodes
Planodes ist eine kleine Pflanzengattung in der Familie der Kreuzblütengewächse (Brassicaceae). Das Verbreitungsgebiet der zwei Arten liegt auf dem nordamerikanischen Kontinent in der südlichen Hälfte der USA und in Mexiko.

## Beschreibung

### Vegetative Merkmale
Die beiden Planodes-Arten wachsen als einjährige, krautige Pflanzen. Die beiden Arten unterscheiden sich beispielsweise dadurch, dass Planodes mexicanum kahl ist und Planodes virginicum einfache Haare (Trichome) besitzt. Die aufrechten bis liegenden Stängel sind unverzweigt oder an der Basis und/oder zur Spitze hin verzweigt.
Die Laubblätter befinden sich entweder kurzgestielt und nicht geöhrt am Stängel verteilt oder gestielt in grundständigen Rosetten an der Stängelbasis angeordnet. Die grundständigen Blätter besitzen eine Blattspreite, die fiederlappig oder tief gelappt mit eiförmigen bis lanzettlichen Lappen ist. Die Blattränder sind glatt oder gezähnt. Die weniger geteilten Stängelblätter besitzen in Richtung Blattspitze gezähnte Blattränder.

### Generative Merkmale
Viele Blüten stehen in einem bis zur Fruchtreife sich beträchtlich verlängernden schirmtraubigen Blütenstand zusammen, der keine Tragblätter enthält. Die Blütenstandsachse ist gerade und die haltbaren Blütenstiele sind sparrig-spreizend aufsteigend.
Die zwittrigen Blüten sind vierzählig. Von den vier aufrechten, länglichen Kelchblättern sind die seitlichen am Grunde nicht sackförmig. Die Kronblätter sind länger als die Kelchblätter. Die vier weißen Kronblätter sind verkehrt-lanzettlich mit stumpfer Spitze und ihr Nagel ist von der Spreite nicht abgesetzt. Es sind sechs aufrechte Staubblätter in zwei leicht unterschiedlichen Längen im Verhältnis 4:2 vorhanden. Die eiförmigen Staubbeutel sind nicht bespitzt. Je eine Saftdrüse steht auf jeder Seite der seitlichen Staubblätter und die mittleren Saftdrüsen fehlen. Jeder Fruchtknoten enthält 20 bis 44 Samenanlagen. Der bis zu 0,5 Millimeter lange Griffel endet in einer kopfigen, kahlen Narbe.
Die unelastischen, länglichen, abgeplatteten, unsegmentierten Schoten besitzen flache, eingeschnürte, papierähnliche, kahle Klappen mit undeutlichem Mittelnerv. Es ist ein rudimentäres Gynophor vorhanden. Der Plazentarrahmen ist gerundet und ungeflügelt. Die membranösen und ungeaderten Scheidewände sind vollständig ausgebildet. Die fast kreisförmigen, abgeflachten, geflügelten Samen sind einreihig angelegt. Der Samenmantel wird bei Nässe nicht schleimig-klebrig.
Die Lage der Wurzelanlage im Vergleich zu den Keimblättern ist pleurorrhiz oder seitenwurzelig.
Die Chromosomengrundzahl beträgt x=8.

## Systematik
Der Gattungsname Planodes leitet sich vom Griechischen planis für Wanderer und –odes für Ähnlichkeit ab und spielt auf die vorhergehenden Zuordnungen zu anderen Gattungen an.
Die Gattung Planodes wurde 1912 von Edward Lee Greene in Leaflets of Botanical Observation and Criticism, Volume 2, S. 220–221 aufgestellt, um Cardamine virginica L. als einzige Art der Gattung aufzunehmen. Ihsan Ali Al-Shehbaz & al stellten sie 2006 in die Tribus Cardamineae innerhalb der Familie der Kreuzblütengewächse (Brassicaceae). 2010 jedoch wurde mit Arabis mexicana eine weitere Art in diese Gattung gestellt, sodass ihr nunmehr folgende zwei Arten angehören:
- Planodes mexicanum (S.Watson) Al-Shehbaz (Syn. Arabis mexicana S. Watson, Sibara mexicana (S.Watson) Rollins): Verbreitung in Mexiko
- Planodes virginicum (L.) Greene (Syn.: Arabis virginica (L.) Poir., Cardamine virginica L., Sibara virginica (L.) Rollins): Verbreitung in den USA und Mexiko